# Liste der Länderspiele der Futsalnationalmannschaft von Réunion
Die nachfolgende Liste enthält alle Länderspiele der Futsalnationalmannschaft von Réunion der Männer, die der Fußballverband von Réunion, die Ligue réunionnaise de football (LRF), im Jahr 2017 gegründet hat. Futsal ist die einzige von der FIFA anerkannte Variante des Hallenfußballs. Bisher wurden drei Länderspiele ausgetragen, die jedoch alle von der FIFA nicht anerkannt werden, da die LRF kein FIFA-Mitglied ist.

## Länderspielübersicht
Legende
- Erg. = Ergebnis
- n. V. = nach Verlängerung
- i. S. = im Sechsmeterschießen
- abg. = Spielabbruch
- H = Heimspiel
- A = Auswärtsspiel
- * = Spiel auf neutralem Platz
- Hintergrundfarbe grün = Sieg
- Hintergrundfarbe gelb = Unentschieden
- Hintergrundfarbe rot = Niederlage

| Nr.                    | Datum      | Erg. | Gegner    |   | Austragungsort                            | Anlass                                       | Bemerkungen 1 |
| ---------------------- | ---------- | ---- | --------- | - | ----------------------------------------- | -------------------------------------------- | --- |
| 1                      | 16.03.2018 | 0:6  | Südafrika | * | Vacoas-Phoenix (MRI), Paillotte Gymnasium | Mauritius International Futsal Challenge Cup | Erstes Spiel auf neutralem Platz Erste Niederlage Erste Niederlage auf neutralem Platz Höchste Niederlage Höchste Niederlage auf neutralem Platz Erstes Länderspiel gegen Südafrika |
| 2                      | 17.03.2018 | 4:2  | Mauritius | A | Vacoas-Phoenix (MRI), Paillotte Gymnasium | Mauritius International Futsal Challenge Cup | Erstes Auswärtsspiel Erster Sieg Erster Auswärtssieg Höchster Auswärtssieg Erstes Länderspiel gegen Mauritius                                                                       |
| 3                      | 18.03.2018 | 7:1  | Komoren   | * | Vacoas-Phoenix (MRI), Paillotte Gymnasium | Mauritius International Futsal Challenge Cup | Erster Sieg auf neutralem Platz Höchster Sieg Höchster Sieg auf neutralem Platz Erstes Länderspiel gegen die Komoren                                                                |
| Stand: 27. August 2018 |            |      |           |   |                                           |                                              | |

## Statistik
In der Statistik werden nur die offiziellen Länderspiele berücksichtigt.
Legende
- Sp. = Spiele
- Sg. = Siege
- Uts. = Unentschieden
- Ndl. = Niederlagen
- Hintergrundfarbe grün = positive Bilanz
- Hintergrundfarbe gelb = ausgeglichene Bilanz
- Hintergrundfarbe rot = negative Bilanz

### Gegner
| Land      | Kontinentalverband | Sp. | Sg. | Uts. | Ndl. | Torverhältnis |
| --------- | ------------------ | --- | --- | ---- | ---- | ------------- |
| Komoren   | CAF                | 1   | 1   | 0    | 0    | 7:1           |
| Mauritius | CAF                | 1   | 1   | 0    | 0    | 4:2           |
| Südafrika | CAF                | 1   | 0   | 0    | 1    | 0:6           |
| Gesamt    | Gesamt             | 3   | 2   | 0    | 1    | 11:90         |

### Kontinentalverbände
| Kontinentalverband                 | Sp. | Sg. | Uts. | Ndl. | Torverhältnis |
| ---------------------------------- | --- | --- | ---- | ---- | ------------- |
| AFC (Asien)                        | 0   | 0   | 0    | 0    | 0:0           |
| CAF (Afrika)                       | 3   | 2   | 0    | 1    | 11:90         |
| CONCACAF (Nord- und Mittelamerika) | 0   | 0   | 0    | 0    | 0:0           |
| CONMEBOL (Südamerika)              | 0   | 0   | 0    | 0    | 0:0           |
| OFC (Ozeanien)                     | 0   | 0   | 0    | 0    | 0:0           |
| UEFA (Europa)                      | 0   | 0   | 0    | 0    | 0:0           |
| Gesamt                             | 3   | 2   | 0    | 1    | 11:90         |

### Anlässe
| Anlass                                              | Sp. | Sg. | Uts. | Ndl. | Torverhältnis |
| --------------------------------------------------- | --- | --- | ---- | ---- | ------------- |
| Mauritius-International-Futsal-Challenge-Cup-Spiele | 3   | 2   | 0    | 1    | 11:90         |
| Freundschaftsspiele                                 | 0   | 0   | 0    | 0    | 0:0           |
| Gesamt                                              | 3   | 2   | 0    | 1    | 11:90         |

### Spielarten
| Spielart                       | Sp. | Sg. | Uts. | Ndl. | Torverhältnis |
| ------------------------------ | --- | --- | ---- | ---- | ------------- |
| Heimspiele (H)                 | 0   | 0   | 0    | 0    | 0:0           |
| Spiele auf neutralem Platz (*) | 2   | 1   | 0    | 1    | 7:7           |
| Auswärtsspiele (A)             | 1   | 1   | 0    | 0    | 4:2           |
| Gesamt                         | 3   | 2   | 0    | 1    | 11:90         |

### Austragungsorte
| Austragungsort | Land      | Sp. | Sg. | Uts. | Ndl. | Torverhältnis |
| -------------- | --------- | --- | --- | ---- | ---- | ------------- |
| Vacoas-Phoenix | Mauritius | 3   | 2   | 0    | 1    | 11:90         |
| Gesamt         | Gesamt    | 3   | 2   | 0    | 1    | 11:90         |

### Spielergebnisse
|      | Gegentore | Gegentore | Gegentore | Gegentore | Gegentore | Gegentore | Gegentore |
| Tore | 0         | 1         | 2         | 3         | 4         | 5         | 6         |
| ---- | --------- | --------- | --------- | --------- | --------- | --------- | --------- |
| 0    | -         | -         | -         | -         | -         | -         | 1         |
| 1    | -         | -         | -         | -         | -         | -         | -         |
| 2    | -         | -         | -         | -         | -         | -         | -         |
| 3    | -         | -         | -         | -         | -         | -         | -         |
| 4    | -         | -         | 1         | -         | -         | -         | -         |
| 5    | -         | -         | -         | -         | -         | -         | -         |
| 6    | -         | -         | -         | -         | -         | -         | -         |
| 7    | -         | 1         | -         | -         | -         | -         | -         |